# Ferdinand František z Vrtby
Ferdinand František Leopold hrabě z Vrtby (1636 – 20. března 1712) byl český šlechtic z rodu hrabat z Vrtby. Zastával nižší funkce ve správě Českého království, nakonec byl hejtmanem Nového Města pražského (1689–1700). Sídlil převážně na svých statcích na Sedlčansku (Votice, Vrchotovy Janovice).

## Životopis

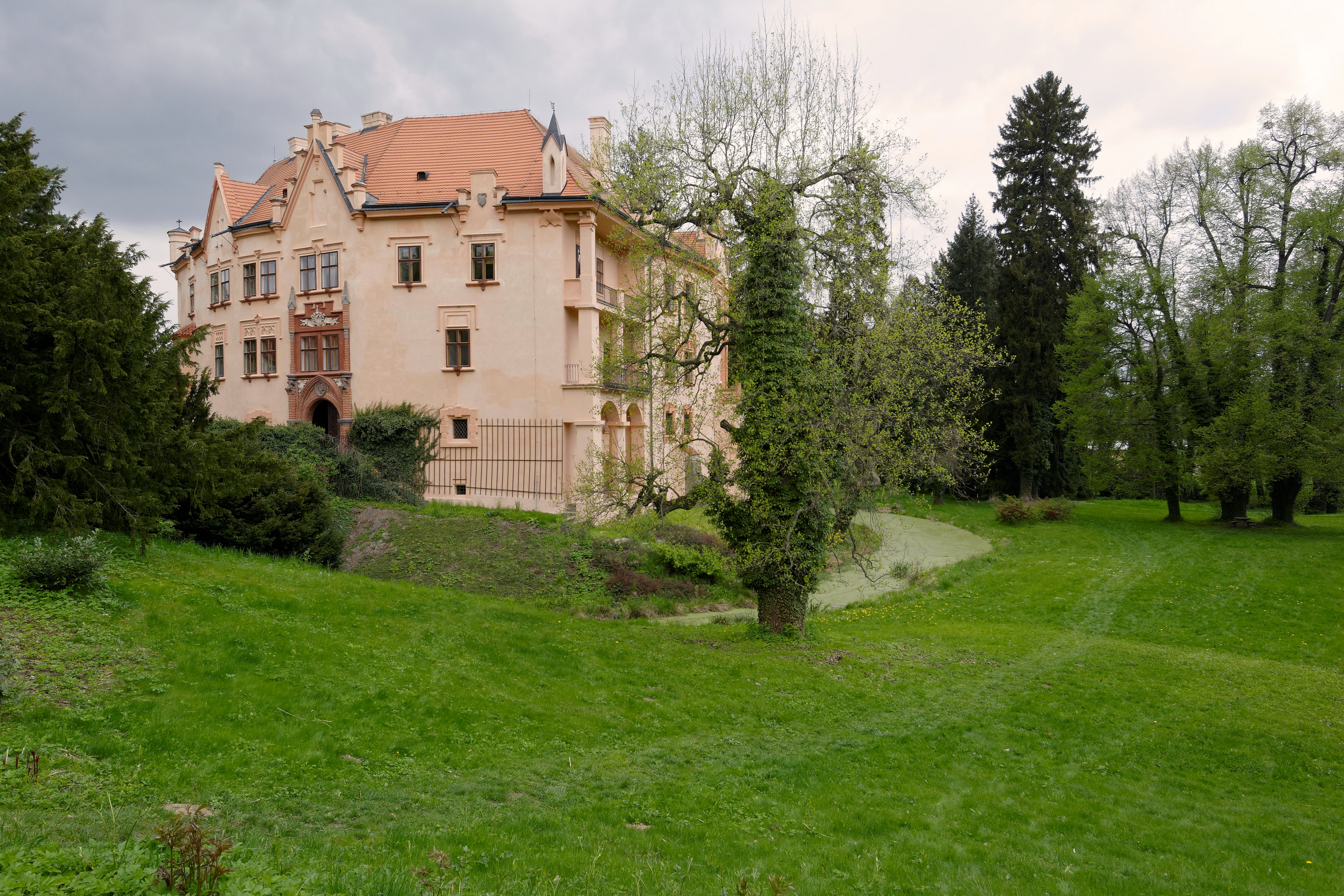
Zámek Vrchotovy Janovice

Pocházel ze starého českého rodu pánů z Vrtby, narodil se jako nejmladší syn Sezimy z Vrtby (1578–1648) a jeho třetí manželky Barbory Eusebie, rozené hraběnky z Martinic († 1656).
Rozdělení dědictví po Sezimovi z Vrtby mezi jeho syny proběhlo až v roce 1657, kdy plnoletosti dosáhl nejmladší Ferdinand František. Ten jako svůj podíl převzal panství Votice a Vrchotovy Janovice. Byl jmenován císařským komorníkem a královským radou. V letech 1667–1676 zastával funkci hejtmana Vltavského kraje, znovu tento úřad vykonával v letech 1686–1689. Nakonec byl hejtmanem Nového města pražského (1689–1700).
Ke statkům převzatým po otci přikoupil v roce 1672 statek Olbramovice s tvrzí, který připojil k Voticím. Po nejstarším bratrovi Václavu Františkovi zdědil statek Neznašov na Táborsku (1687), v jižních Čechách navíc převzal panství Drahonice jako dědictví po své první manželce Kateřině Konstancii Radkovské z Mirovic († 1684). Drahonické panství prodal v roce 1700 Schwarzenbergům, kteří je připojili k Protivínu. Z panství Votice, Vrchotovy Janovice a Neznašov vytvořil rodový fideikomis.
Jeho hlavním sídlem byl zámek ve Voticích, jehož popis se dochoval z roku 1657 při rozdělování dědictví Sezimy z Vrtby. Dvoukřídlý raně barokní zámek tehdy disponoval čtyřiceti místnostmi včetně dvou jídelen, k zámku patřil také pivovar a stáje pro třicet koní. Votický zámek později vyhořel a dodnes se dochoval jen v torzovitém stavu. Na zámku ve Vrchovotových Janovicích proběhly za Ferdinanda Františka jen menší stavební úpravy (vybudování kamenného mostu přes příkop). Z dochované korespondence vyplývá, že i na janovickém zámku často pobýval. Poblíž Votic byla v roce 1680 postavena poutní kaple sv. Vojtěcha jako poděkování za odvrácení morové epidemie (hrabě z Vrtby včas zamezil kontaktům mezi obyvateli na svých panstvích). I když byl přesvědčeným katolíkem, z různých příčin vedl několik sporů s františkánským klášterem ve Voticích.
Hrabě Ferdinand František z Vrtby zemřel dne 20. března 1712.

### Manželství a rodina
František Ferdinand z Vrtby byl dvakrát ženatý. Jeho první manželkou byla od roku 1667 Kateřina Konstancie Radkovská z Mirovic († 1684), dědička panství Drahonice (jejich manželství připomíná alianční erb na zámku ve Vrchotových Janovicích). Z tohoto manželství pocházeli dva synové. Starší František Karel sloužil v armádě a zemřel během války o španělské dědictví kolem roku 1703 pravděpodobně v Německu. Mladší František Arnošt (1674–1750) zdědil rodový fideikomis Votice-Vrchotovy Janovice.
Podruhé se oženil s Lidmilou Kateřinou Vitanovskou z Vlčkovic († 1697).